# Craterocephalus marjoriae
Craterocephalus marjoriae és una espècie de peix pertanyent a la família dels aterínids.

## Descripció
- Pot arribar a fer 8,5 cm de llargària màxima (normalment, en fa 5).[2][3][4]

## Reproducció
És capaç de fresar múltiples vegades entre el setembre i el gener (amb un màxim de l'activitat reproductora a principis de la temporada). Ha estat reproduït en captivitat.

## Alimentació
Menja principalment insectes aquàtics i llurs larves, microcrustacis, algues i ous de peixos.

## Hàbitat
És un peix d'aigua dolça, bentopelàgic i de clima tropical (24 °C-30 °C).

## Distribució geogràfica
És un endemisme d'Austràlia.

## Observacions
És inofensiu per als humans.